# Priluzskij rajon
Il Priluzskij rajon è un rajon (distretto) della Repubblica dei Komi, nella Russia settentrionale. Il capoluogo è il villaggio di Ob"jačevo.